# Javier Iturriaga del Campo
Javier Eduardo Iturriaga del Campo GOMM (Santiago, 26 de outubro de 1965) é um militar chileno que desde 9 de março de 2022 se desempenha como comandante-em-chefe do Exército do Chile.
Anteriormente foi nomeado chefe da Defesa Nacional para a Região Metropolitana pelo presidente Sebastián Piñera durante o estado de emergência nos protestos de outubro de 2019. Entre novembro de 2020 e março de 2022, exerceu como chefe do Estado-Maior Conjunto da Defesa do Chile (JEMCO).

## Família e estudos
É o segundo dos seis filhos do casal formado por Dante Javier Iturriaga Marchese, militar de profissão, e Glória María Angélica del Campo Ortiz. É casado e tem quatro filhos.
Obteve uma licenciatura em ciências militares e um mestrado em ciências militares com menção em planejamento e gestão estratégica na Academia de Guerra do Exército do Chile.

## Antecedentes profissionais
Ingressou na Escola Militar do Libertador Bernardo O'Higgins em 1980, e é parte do corpo docente da mesma escola na especialidade de Táctica e Operações.
Durante sua carreira militar, desempenhou-se como oficial de Estado-Maior, da Arma de Infantaria, professor militar de Academia, além de contar com as especialidades de Comandos e Pára-quedista.
Foi adido militar no Brasil em 2014. Em novembro de 2018, foi nomeado general do Exército do Chile depois da remoção de 18 generais em plena crise das forças castrenses por fraude económica, e desempenhou-se como o comandante de Educação e Doutrina do Exército. Entre outras actividades, assumiu o controle das forças militares em Santa Olga, depois dos incêndios no Chile de 2017. Em 18 de outubro de 2019, foi nomeado como chefe da Defesa Nacional para a Região Metropolitana depois do decreto de estado de emergência do presidente Sebastián Piñera devido aos protestos em massa em Santiago.
Em 13 de novembro de 2020, Piñera confirmou-o como novo chefe do Estado-Maior Conjunto (EMCO), um dos cargos-chave da defesa nacional do país. Portanto, em 3 de novembro de 2021, foi nomeado como novo comandante-em-chefe do Exército, cargo que assumiu em 9 de março de 2022. Em maio de 2022, del Campo foi admitido pelo presidente brasileiro Jair Bolsonaro à Ordem do Mérito Militar no grau de Grande-Oficial especial.

### Carreira
| Ano  | Posto               |
| ---- | ------------------- |
| 1980 | Cadete              |
| 1984 | Alferes             |
| 1985 | Subtenente          |
| 1989 | Tenente             |
| 1993 | Capitão             |
| 1998 | Major               |
| 2004 | Tenente-coronel     |
| 2009 | Coronel             |
| 2014 | General-de-brigada  |
| 2018 | General-de-divisão  |
| 2022 | General-de-exército |